# Tipula perangustula
Tipula perangustula är en tvåvingeart som beskrevs av Alexander 1938. Tipula perangustula ingår i släktet Tipula och familjen storharkrankar. Inga underarter finns listade i Catalogue of Life.